# Monster Hunter Wilds
Monster Hunter Wilds es un videojuego de rol de acción desarrollado y distribuido por Capcom. Es parte de la franquicia Monster Hunter y sucesor de Monster Hunter Rise (2021). Fue lanzado el 28 de febrero de 2025 en PlayStation 5, Xbox Series X/S y Windows.
La trama del juego se desarrolla en las Tierras Prohibidas, una región inexplorada que el gremio de cazadores considera inhabitada. Sin embargo, cuando Nata, un niño proveniente de ese lugar, informa que un monstruo misterioso conocido como "Espectro Blanco" atacó a su pueblo, el gremio organiza una expedición para investigar y ayudar a sus habitantes.

## Desarrollo
Monster Hunter Wilds fue anunciado el 7 de diciembre de 2023 durante el evento The Game Awards con un lanzamiento planeado para 2025 en PlayStation 5, Xbox Series X/S y Steam. Será el primer juego de la franquicia en lanzarse de forma simultánea en consolas y PC. El título es desarrollado por Capcom utilizando su motor propio, el RE Engine, y ha estado en desarrollo desde hace más de cinco años. Tras el éxito y la popularidad que obtuvo Monster Hunter: World, los desarrolladores se enfocaron en analizar cuales eran las características que querían incluir para satisfacer las expectativas de esta nueva generación de jugadores.
Uno de los objetivos principales del equipo de desarrollo fue el de crear un ecosistema realista que brindara al juego de un entorno natural. De acuerdo con el director Yuya Tokuda, los jugadores podrán observar a las criaturas viviendo e interactuando entre sí con el ambiente como lo hacen los animales en el mundo real. Los monstruos no se quedarán estáticos en un solo lugar y se moverán por el mapa con total libertad. Otro de los objetivos fue dejar de lado las misiones de tipo "excursión" presente en anteriores títulos, en favor de un mundo abierto que incentive al jugador a interactuar con todas las mecánicas del juego a su manera. Para aumentar la inmersión del jugador los diálogos de su personaje y su acompañante felino (conocido como Palico) tendrán voces en las conversaciones. Además, tras tomar en consideración los comentarios y sugerencias de los jugadores en World y Rise, el equipo decidió hacer más accesible la exploración del mundo con la introducción de monturas que guían al usuario a su próximo objetivo.
La fecha de lanzamiento del juego fue confirmada durante un directo "State of Play" de PlayStation realizado en septiembre de 2024, siendo la misma el 28 de febrero de 2025.

## Recepción
Monster Hunter Wilds fue recibido con críticas mayormente positivas. Según el sitio web de reseñas Metacritic, el juego cuenta con un puntaje de 88 tanto en PlayStation 5 y PC, mientras que en Xbox Series X la calificación promedio es de 90 puntos. Por su parte, en la página de OpenCritic la nota promedio del juego alcanza los 89 puntos y tiene una recomendación de los críticos del 95%. En el sitio japonés Famitsū el título obtuvo una calificación de 39 sobre 40, con tres críticos dándole una puntuación de 10.
El día de su lanzamiento en Steam Monster Hunter Wilds reunió más de un millón de jugadores simultáneos. Sin embargo, al poco tiempo el juego recibió una calificación mixta de los usuarios en PC debido a numerosos problemas técnicos que afectaban los gráficos y el rendimiento, incluso en computadoras de alta gama. Uno de los aspectos más criticados por los jugadores experimentados con la franquicia fue la falta de dificultad que Wilds presenta, argumentando que al intentar ser más accesible para nuevos usuarios el juego perdió el desafío que caracterizaba a la saga.

### Ventas
El juego fue un éxito total en ventas al registrar más de ocho millones de copias vendidas a tres días de su lanzamiento. Las cifras establecieron un nuevo récord para Capcom como el juego más rápido vendido de su historia. Para el final de marzo la cifra de ventas aumentó a más de diez millones.